# Warsaw Shore (temporada 1)
La primera temporada de Warsaw Shore, un programa de televisión polaco con sede en Varsovia, comenzó a transmitirse el 10 de noviembre de 2013 en MTV Polonia, después de la transmisión de los MTV Europe Music Awards 2013 en Ámsterdam, Países Bajos. La serie concluyó el 2 de febrero de 2014 después de once episodios y dos especiales, incluido un episodio que cuenta los mejores fragmentos de la serie y el programa de la reunión organizado por Katarzyna Kępka. Holly Hagan y Scott Timlin de Geordie Shore hicieron una aparición durante el decimoprimer episodio. Esta fue la única temporada en presentar a Eliza Wesołowska, Mariusz Śmietanowski y Paweł Trybała como miembros principales.

## Reparto
- Anna «Ania Mała» Aleksandrzak
- Anna «Ania» Ryśnik
- Eliza Wesołowska
- Ewelina «Ewelona» Kubiak
- Mariusz Śmietanowski
- Paweł Cattaneo
- Paweł «Trybson» Trybała
- Wojciech «Wojtek» Gola

### Duración del reparto
| Nombre    | Episodios | Episodios | Episodios | Episodios | Episodios | Episodios | Episodios | Episodios | Episodios | Episodios | Episodios |
| Nombre    | 1         | 2         | 3         | 4         | 5         | 6         | 7         | 8         | 9         | 10        | 11        |
| Ania      |           |           |           |           |           |           |           |           |           |           |           |
| Ania Mała |           |           |           |           |           |           |           |           |           |           |           |
| Eliza     |           |           |           |           |           |           |           |           |           |           |           |
| Ewelona   |           |           |           |           |           |           |           |           |           |           |           |
| Mariusz   |           |           |           |           |           |           |           |           |           |           |           |
| Paweł     |           |           |           |           |           |           |           |           |           |           |           |
| Trybson   |           |           |           |           |           |           |           |           |           |           |           |
| Wojciech  |           |           |           |           |           |           |           |           |           |           |           |
| --------- | --------- | --------- | --------- | --------- | --------- | --------- | --------- | --------- | --------- | --------- | --------- |

## Episodios
| N.º (total) | N.º (temp.) | Título         | Estreno                 | Audiencia (en millones) |
| ----------- | ----------- | -------------- | ----------------------- | ----------------------- |
| 1           | 1           | «Episodio 1»   | 10 de noviembre de 2013 | 230,000                 |
| 2           | 2           | «Episodio 2»   | 17 de noviembre de 2013 | 140,116                 |
| 3           | 3           | «Episodio 3»   | 24 de noviembre de 2013 | 149.994                 |
| 4           | 4           | «Episodio 4»   | 1 de diciembre de 2013  | 210,827                 |
| 5           | 5           | «Episodio 5»   | 8 de diciembre de 2013  | 159,827                 |
| 6           | 6           | «Episodio 6»   | 15 de diciembre de 2013 | TBA                     |
| 7           | 7           | «Episodio 7»   | 22 de diciembre de 2013 | 184,698                 |
| 8           | 8           | «Episodio 8»   | 29 de diciembre de 2013 | 277,288                 |
| 9           | 9           | «Episodio 9»   | 5 de enero de 2014      | N/D                     |
| 10          | 10          | «Episodio 10»  | 12 de enero de 2014     | 217,195                 |
| 11          | 11          | «Episodio 11»  | 19 de enero de 2014     | 265,796                 |
| –           | –           | «Mejores bits» | 26 de enero de 2014     | –                       |
| –           | –           | «Reunion»      | 2 de febrero de 2014    | –                       |